# Mỹ Thắng, Phù Mỹ
Mỹ Thắng là một xã thuộc huyện Phù Mỹ, tỉnh Bình Định, Việt Nam.
Xã Mỹ Thắng có diện tích 27,19 km², dân số năm 1999 là 11.026 người, mật độ dân số đạt 406 người/km².

## Hành chính
Xã Mỹ Thắng được chia thành 8 thôn: 4, 7 Bắc, 7 Nam, 8 Đông, 8 Tây, 9, 10, 11.